# Ріхард Нойтра
Ріхард Йозеф Но́йтра (нім. Richard Joseph Neutra; 8 квітня 1892, Відень, Австрія — 16 квітня 1970, Вупперталь, Німеччина) — австрійський і американський архітектор, один з найвизначніших представників архітектурного модернізму ХХ століття.

## Біографія
Ріхард Йозеф Нойтра народився 1892 року у Відні, в заможній єврейській родині. Його батько Самуель Нойтра (1844—1920) володів ливарним заводом,, його мати — Елізабет Нойтра, до шлюбу Глезер (1851—1905). Близько 1900 року родина мешкала у Відні за адресою Taborstraße 72, неподалік від Віденського Північно-західного вокзалу. Ріхард мав двоз братів, які також згодом емігрували до США, та сестру, яка залишилася у Відні й там одружилася.
Навчався у Віденському технічному університеті, був учнем Адольфа Лооса. Під час навчання захопився творчістю Отто Вагнера. По закінченні університету поїхав на стажування до Німеччини, де працював у студії Еріха Мендельсона. 1923 року емігрував до США, 1929 року отримав громадянство цієї країни. Тут архітектор познайомився з Френком Ллойдом Райтом і взяв участь у деяких спільних з ним проектах. Пізніше був запрошений на роботу старим другом та однокурсником по університету Рудольфом Шиндлером, разом з яким переїхав до Каліфорнії. 1923 року Нойтра одержав перше велике архітектурне замовлення — спорудження будинку з апартаментами. 1937 року він опублікував свою книгу «Як будує Америка?»
В ці роки став формуватися особливий стиль Нойтри, заснований на поєднанні чітких геометричних пропорцій з легкістю конструкцій. Відмінною особливістю його підходу було точне дотримання потреб своїх клієнтів, в той час як колеги-архітектори найчастіше намагалися нав'язати замовникам своє художнє бачення резиденції. Коли Нойтра брався до проектування, то насамперед намагався визначити потреби свого клієнта й лише після цього розробляв проект та узгоджував його з навколишнім пейзажем. По завершенні кількох вдалих проектів, в Лос-Анджелесі у архітектора з'явилися перші учні, найвідомішими з яких стали Грегорі Ейн, Гарвел Гамілтон Гарріс та Рафаель Соріано.
З 1966 до 1969 року Ріхард Нойтра проживав у Відні. Керівництво своїм архітектурним бюро «Richard & Dion Neutra» в Лос-Анджелесі він передав своєму синові Діону Нойтрі
Помер у Німеччині 16 квітня 1970 року, під час туру Європою з лекціями про архітектуру. Залишив після себе книгу-автобіографію під назвою «Життя і форма».

## Архітектурний стиль
Ріхард Нойтра є автором численних книг з архітектури, в яких виклав свої погляди на архітектурну теорію і практику. Свій архітектурний стиль він називав «біореалістичною архітектурою». Водночас Нойтра відмежовувався від догматичних принципів функціоналізму.

## Вибрані проекти
- Будинок Ловела (Lovel Health House), 1927-29, Лос-Анджелес
- Будинок Ріхарда Нойтри «Neutra VDL Studio and Residences», 1932—1966, Лос-Анджелес
- Будинок Штернберга (Von Sternberg House), 1935, долина Сан-Фернандо
- Ralph Waldo Emerson Junior High School, 1938, Лос-Анджелес
- Будинок Кауфмана або Пустельний будинок (Kaufmann Desert House), 1946, Палм-Спрінгс, Каліфорнія
- Будинок Бейлі (Bailey House), 1946, Санта-Моніка, Каліфорнія
- Офісний будинок Нойтри, Лос-Анджелес, 1950
- Початкова школа на Кестер Авеню (Kester Avenue Elementary School), Лос-Анджелес, 1953
- Будинок Мора (Moore House), 1952, Охай, Каліфорнія
- Програма «Case Study House»
- Будинок Делькура (Delcourt House), 1968—1969, Круа, Франція
- Будинок Куна (Kuhns House), 1964, Вудленд-Гіллс, Каліфорнія
- Багатоквартирні будинки в Морфельдені, 1968, Франкфурт-на-Майні, Німеччина
- Chuey House, 1956—1958, Лос-Анджелес

## Публікації
- Amerika: Die Stilbildung des neuen Bauens in den Vereinigten Staaten. Anton Schroll Verlag, Wien 1930
- Bauen und die Sinneswelt. Verlag der Kunst, Dresden 1977
- Передмова до: Heinz Geretsegger, Max Peintner: Otto Wagner 1841—1918. The expanding city, the beginning of modern architecture. Übers. von Gerald Onn. Pall Mall, London 1970
- Gestaltete Umwelt. Erfahrungen und Forderungen eines Architekten. Verlag der Kunst, Dresden 1968 (Fundus-Reihe 20/21)
- Life and Human Habitat. Alexander Koch, Stuttgart 1956
- Life and Shape. Appleton-Century-Crofts, New York 1962
- Leben und Gestalt: Die Autobiografie von Richard Neutra. Atara Press, Los Angeles 2014
- Mystery and Realities of the Site. Morgan & Morgan, Scarsdale (New York) 1951
- Nature Near: The Late Essays of Richard Neutra. Hrsg. von William Marlin. Capra Press, Santa Barbara (Kalifornien) 1989
- Naturnahes Bauen. Alexander Koch, Stuttgart 1970
- Pflanzen Wasser Steine Licht. Parey, Berlin 1974
- Survival Through Design. Oxford University Press, New York 1954
- Welt und Wohnung. Alexander Koch, Stuttgart 1961
- Wenn wir weiterleben wollen. Claasen, Hamburg 1955
- Wie Baut Amerika. Julius Hoffmann, Stuttgart 1926

## Галерея

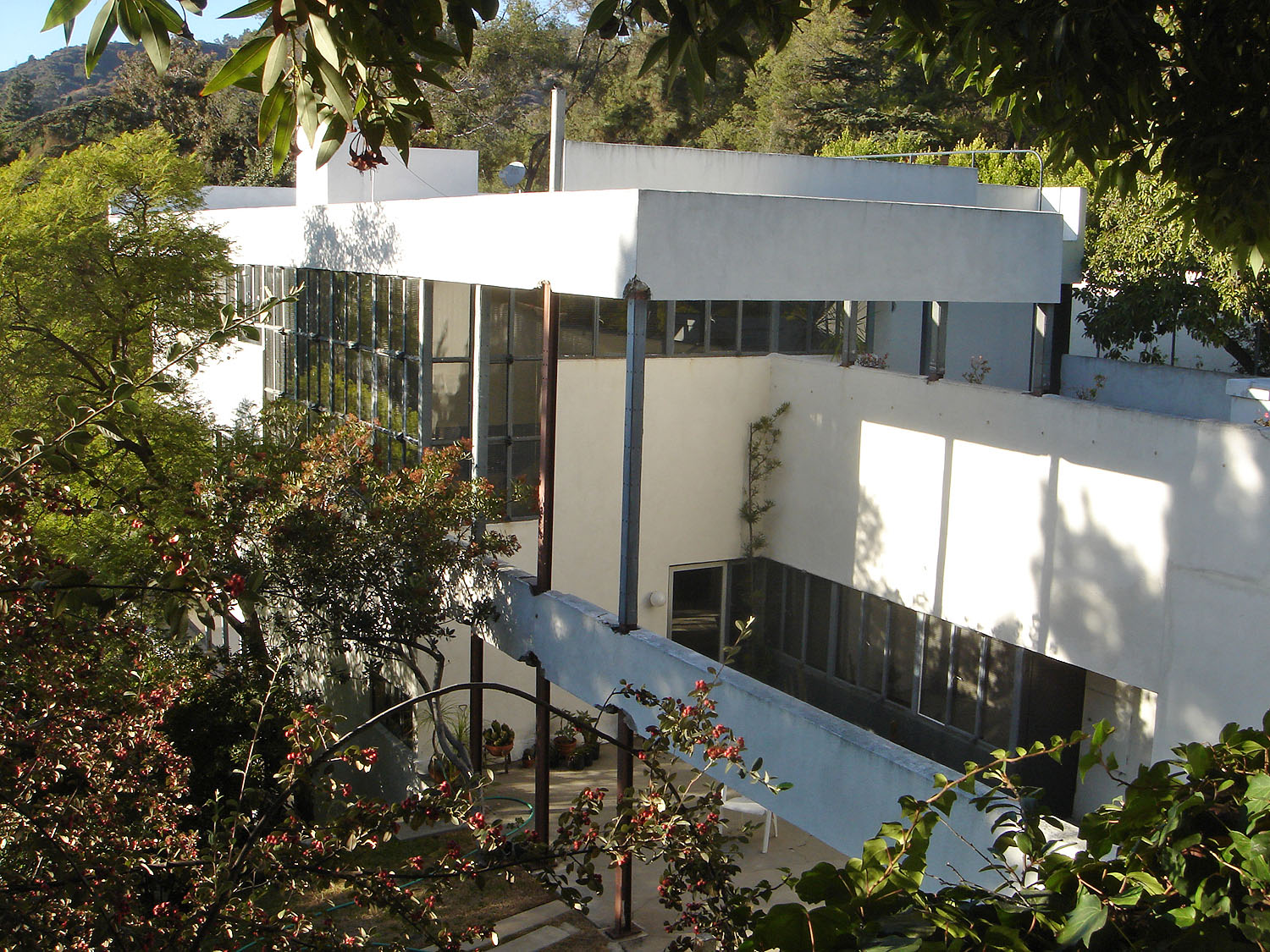
Будинок Ловела, Лос-Анджелес, Каліфорнія
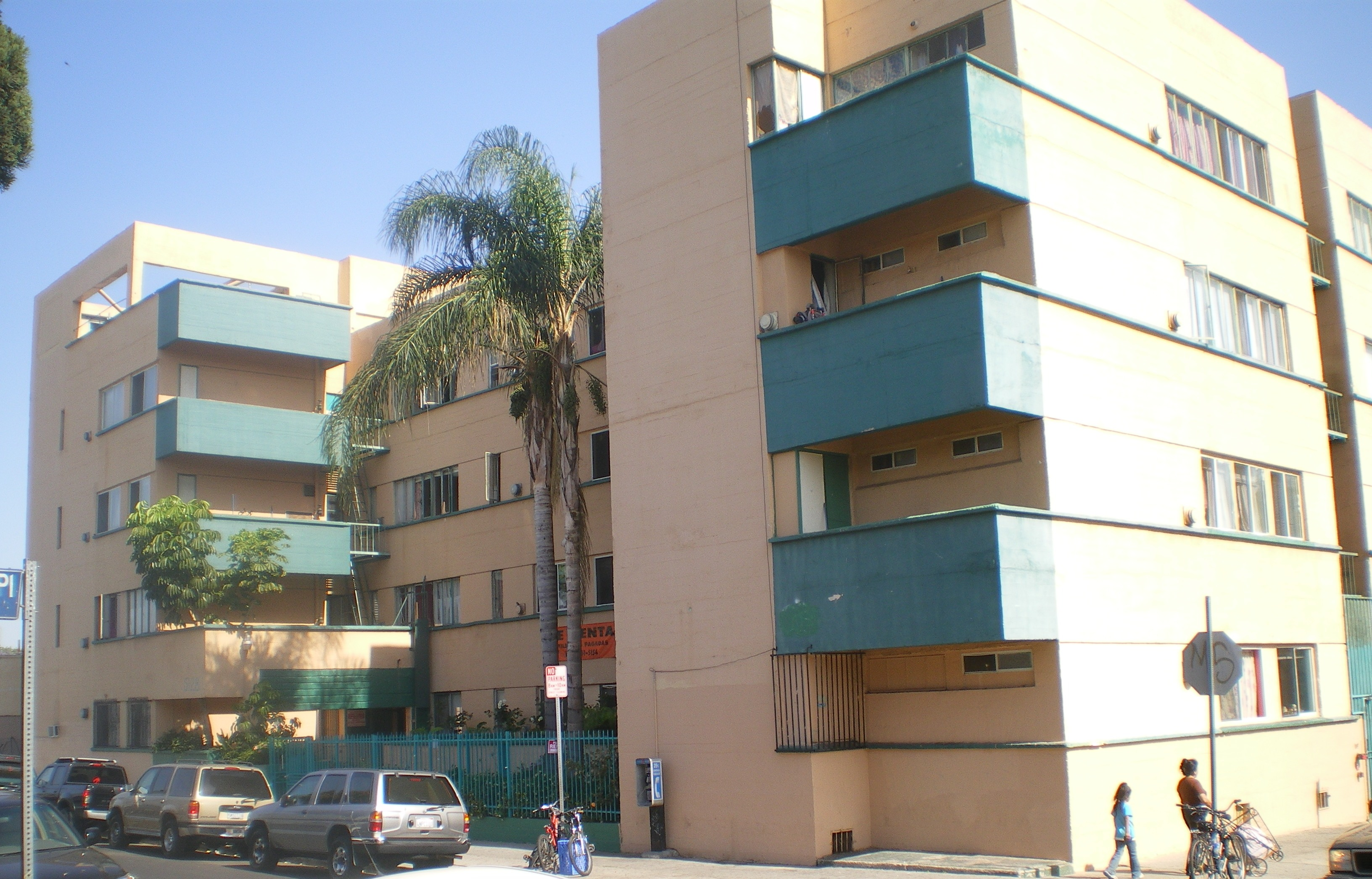
Житловий будинок Жардінетти, Голлівуд
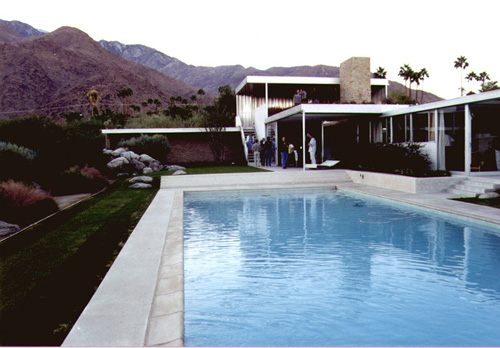
Будинок Кауфмана, Палм-Спрінгс, Каліфорнія
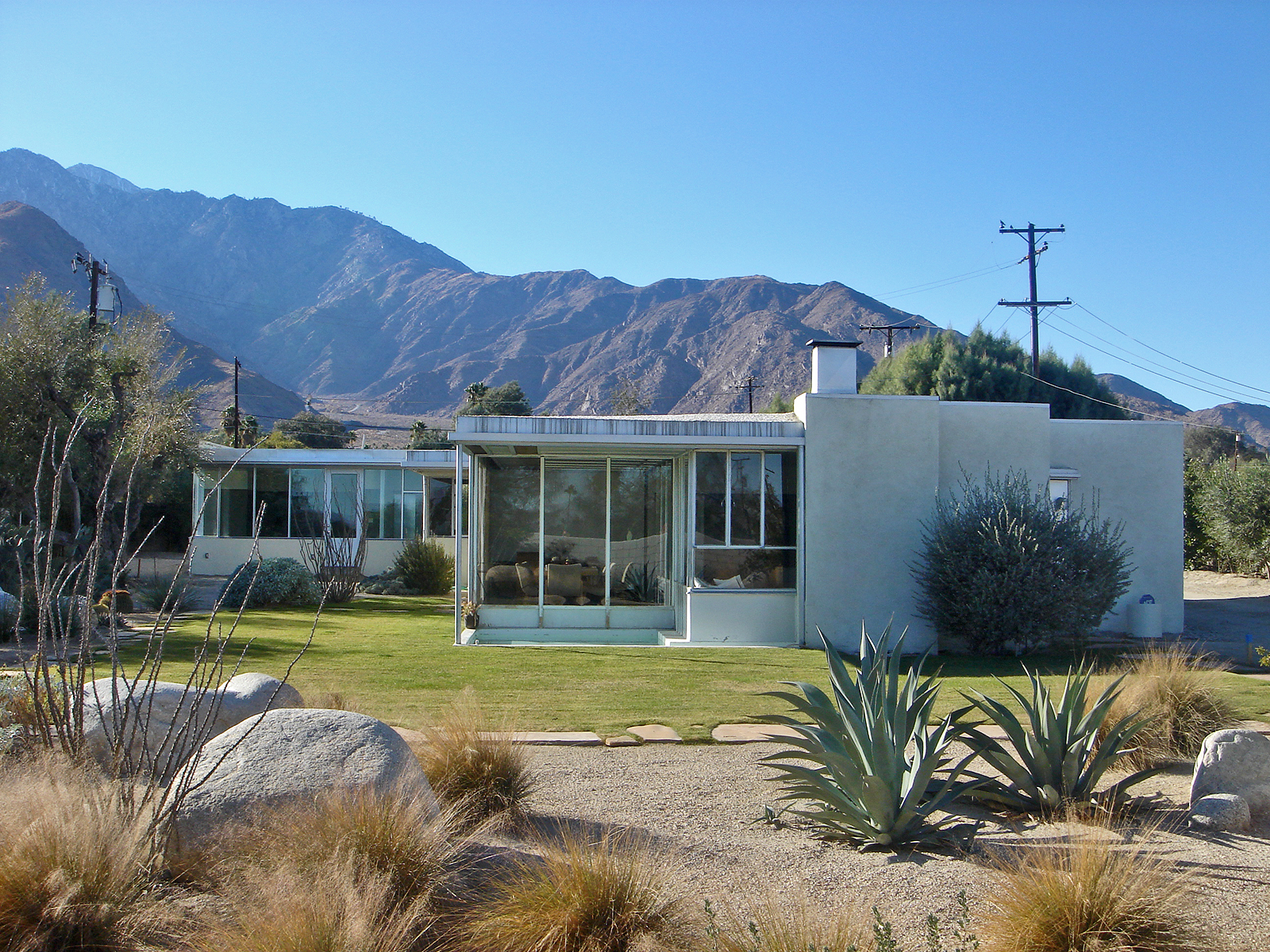
Будинок Міллера, Палм-Спрінгс, Каліфорнія
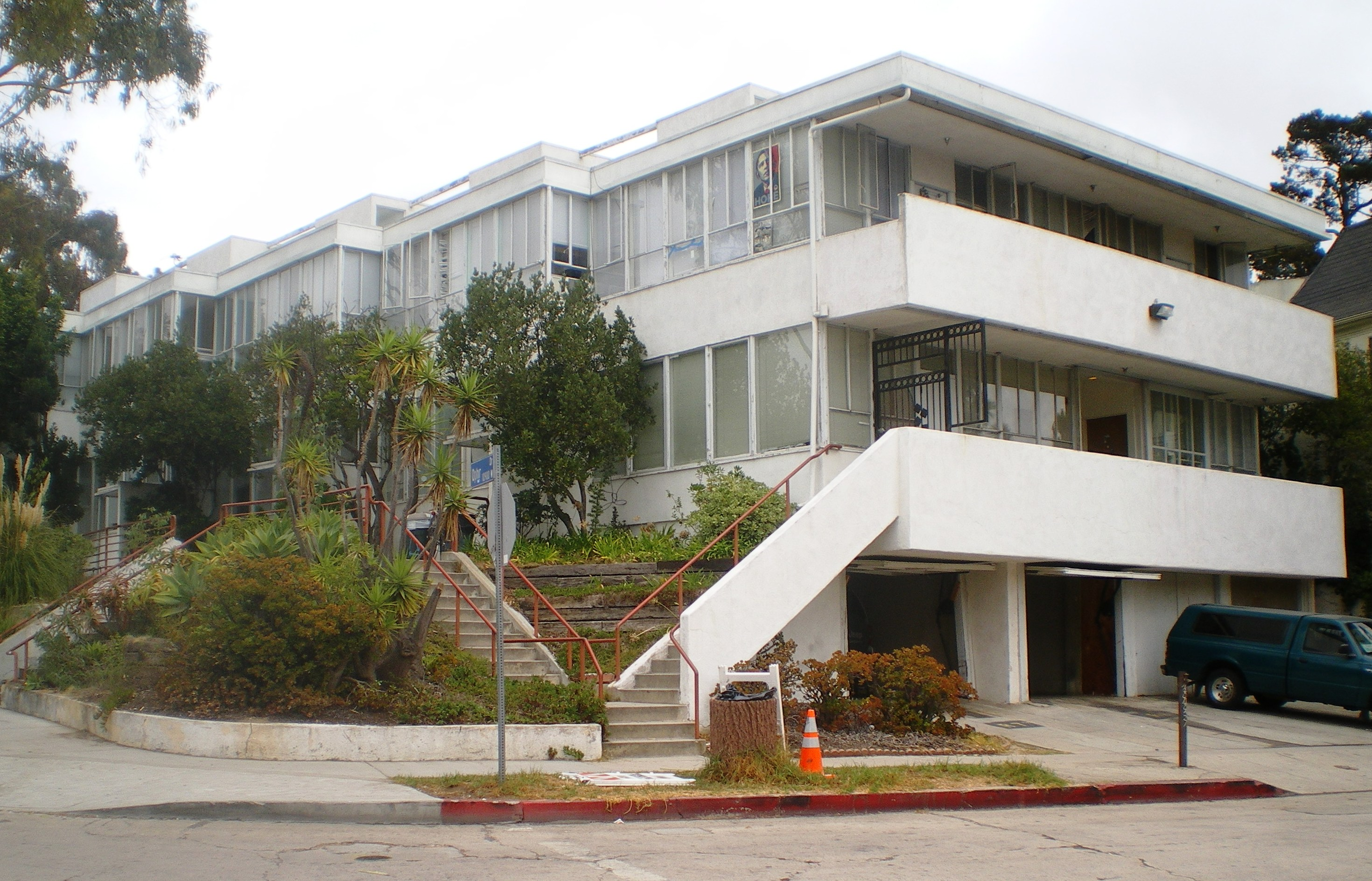
Апартаменти Лендфеір, Вествуд, Лос-Анджелес
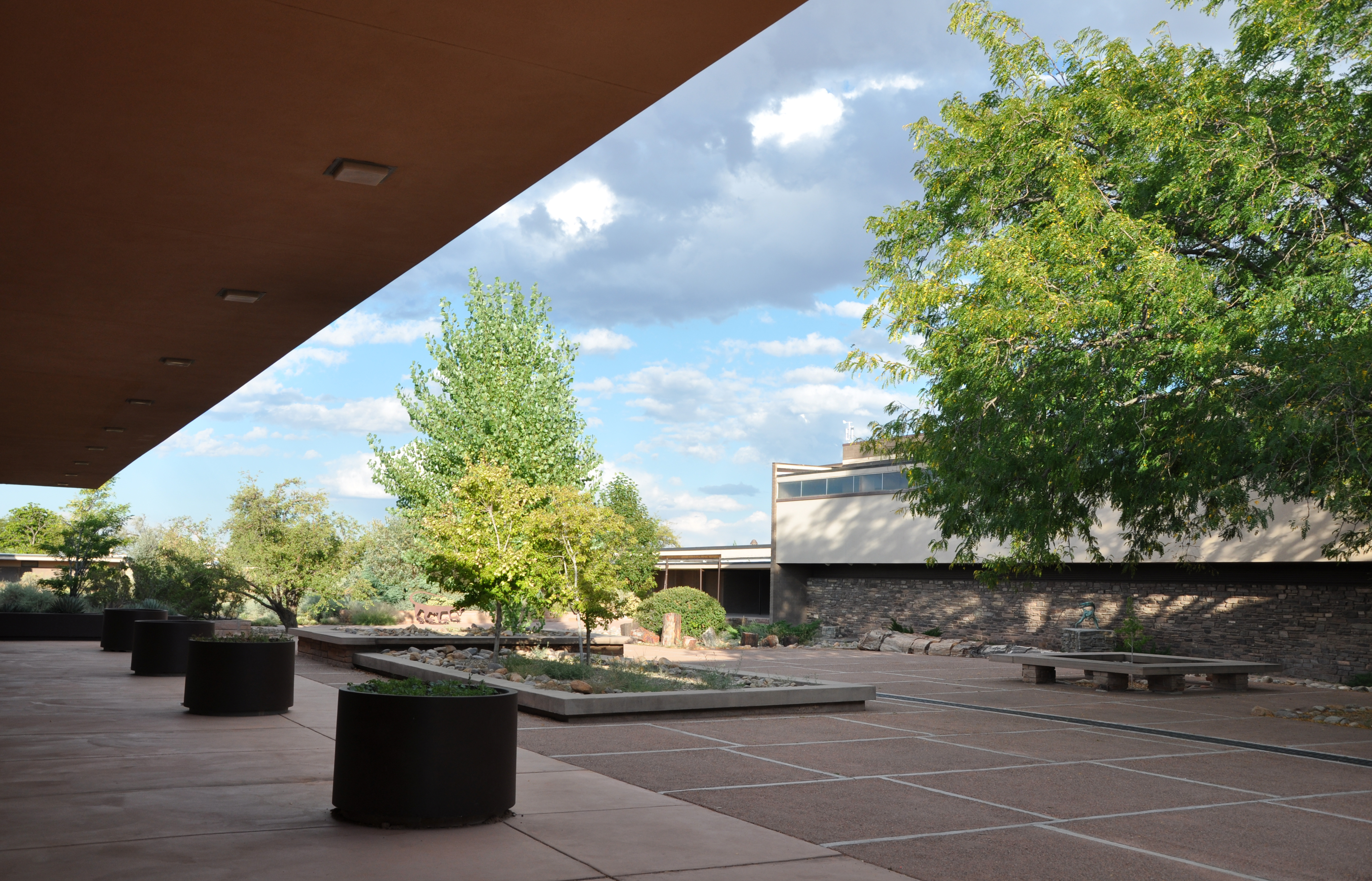
Адміністративне приміщення національного парку Петріфайд-Форест
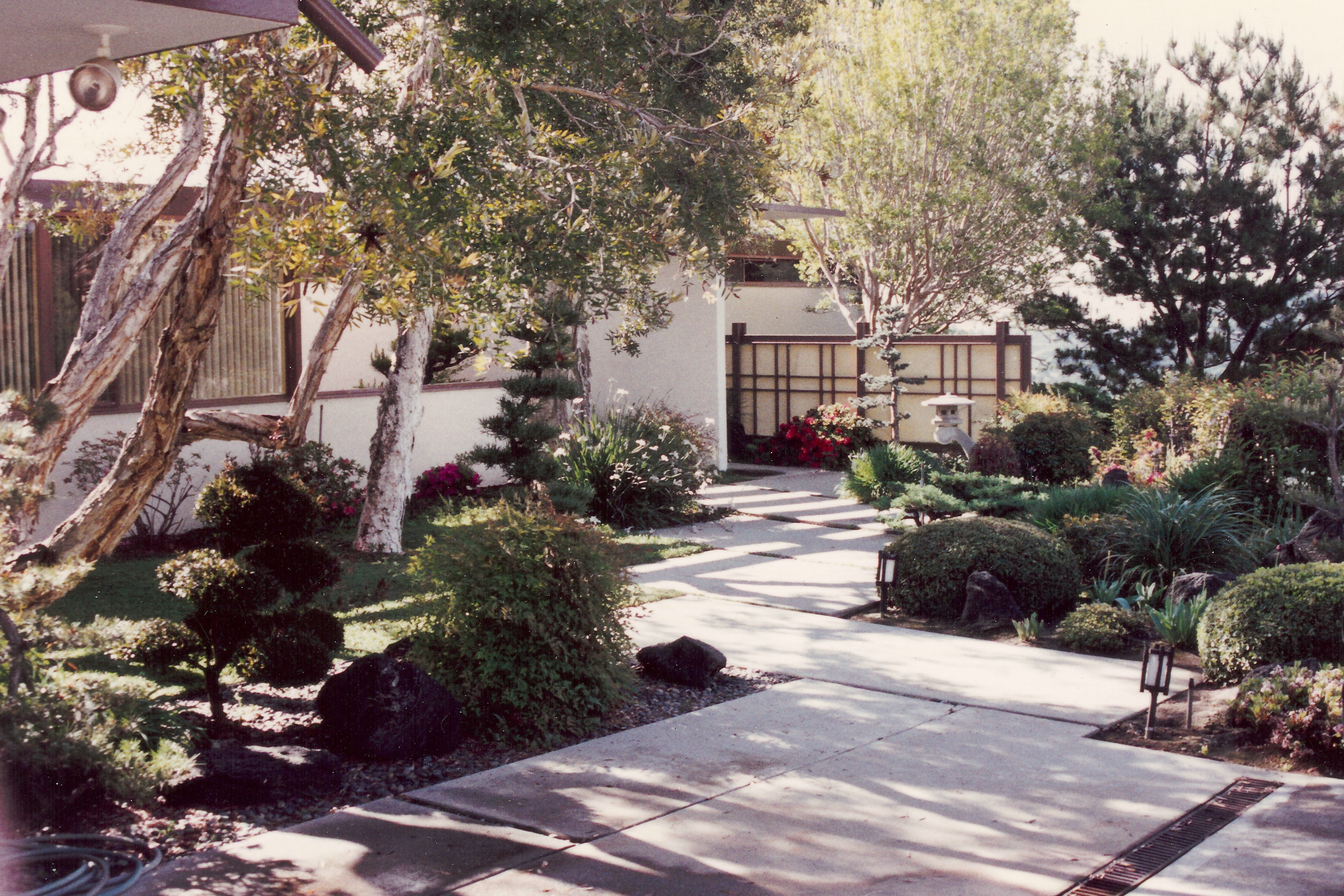
Будинок Девона, Пасадена, Каліфорнія